# Холодков, Егор Иванович
Егор Иванович Холодков (10 мая 1921, Затворное, Рязанская губерния — 30 сентября 1943, Ясногородка, Киевская область) — сержант Рабоче-крестьянской Красной Армии, участник Великой Отечественной войны, Герой Советского Союза (1943).

## Биография

Братская могила в Глебовке, где похоронен Холодков.

Мемориальная доска на братской могиле.

Егор Холодков родился 10 мая 1921 года в селе Затворное (ныне — Скопинский район Рязанской области). После окончания неполной средней школы работал в колхозе. В 1942 году Холодков был призван на службу в Рабоче-крестьянскую Красную Армию и направлен на фронт Великой Отечественной войны.
К сентябрю 1943 года сержант Егор Холодков командовал отделением 8-й стрелковой роты 574-го стрелкового полка 121-й стрелковой дивизии 30-го стрелкового корпуса 60-й армии Центрального фронта. Отличился во время битвы за Днепр. 28 сентября 1943 года отделение Холодкова одним из первых переправилось через Днепр и приняло активное участие в боях за захват и удержание плацдарма на его западном берегу, отразив пять немецких контратак и продержавшись до переправы основных сил. 30 сентября 1943 года Холодков погиб в бою. Похоронен в братской могиле в селе Глебовка Вышгородского района Киевской области Украины.
Указом Президиума Верховного Совета СССР от 17 октября 1943 года за «успешное форсирование реки Днепр севернее Киева, прочное закрепление плацдарма на западном берегу реки Днепр и проявленные при этом отвагу и геройство» сержант Егор Холодков посмертно был удостоен высокого звания Героя Советского Союза. Также посмертно был награждён орденом Ленина.
В честь Холодкова названы улицы в Затворном и Глебовке, в Щёкино Тульской области, стадион в Советске Щёкинского района.